# .sv
A .sv Salvador (El Salvador) internetes legfelső szintű tartomány kódja, melyet 1994-ben hoztak létre.
A Microsoft Internet Explorer 6 svéd változatában van egy hiba, ami miatt a Ctrl és a backspace egyidejű lenyomásával a svéd .se végződés helyett .sv-t ír.

## Másodikszintű tartománykódok
- edu.sv – oktatási intézmények.
- gob.sv – kormányzati szervezetek.
- com.sv – kereskedelmi szervezetek.
- org.sv – nonprofit szervezetek.
- red.sv – nemzeti hálózatfenntartók.